# Шамшеев, Иван Сергеевич
Иван Сергеевич Шамшеев (5 августа 1999 — 30 октября 2022) — российский военнослужащий, гвардии лейтенант, Герой Российской Федерации (2023, посмертно).

## Биография
Родился 5 августа 1999 года в городе Калининград.
В 2007 году пошёл в 1 класс средней школы города Москвы. С 2003 года занимался в ДЮШОР «Спартак», первый тренер по хоккею с шайбой Ивана Шамшеева — заслуженный тренер России Кузнецов Владимир Николаевич. В 2017 году окончил ГБОУ города Москвы «Школа с углублённым изучением английского языка № 1282» и поступил в Рязанское гвардейское высшее воздушно-десантное ордена Суворова дважды Краснознаменное командное училище имени генерала армии В. Ф. Маргелова. Иван Шамшеев продолжил заниматься спортом в сборной по хоккею с шайбой Рязанского гвардейского высшего воздушно-десантного училища им. генерала армии В. Ф. Маргелова. В 2021 году, по результатам чемпионата ВДВ по хоккею с шайбой, Ивану Шамшееву присвоен титул «Лучшего нападающего ВДВ».
В 2022 году окончив училище получил распределение в 3-ю отдельную гвардейскую Варшавско-Берлинскую Краснознамённую, орденов Суворова, Кутузова, Жукова бригаду специального назначения, на должность командира группы. В августе 2022 года, прибыл в зону боевых действий Вторжения России на Украину.
По информации российских СМИ, 30 октября 2022 года разведгруппа Шамшеева получила задачу встретить разведгруппу мотострелковой бригады и вывести её к основным подразделениям бригады, находящимся в позиционной обороне в лесополосе. В ходе выполнении задачи по прикрытию отхода группы боевого дозора, получил смертельное ранение.

## Награды
Указом Президента России Владимира Путина от 24 января 2023 г., «за мужество и героизм, проявленные при исполнении воинского долга» Шамшеев Иван Сергеевич удостоен звания Героя Российской Федерации посмертно.

## Общественные почести
- 7 мая 2023 года в Тольятти, на территории 3-й отдельной бригады специального назначения, установлен бюст Героя.[2]